# Luna di miele stregata
Luna di miele stregata (Haunted Honeymoon) è un film del 1986 diretto e interpretato da Gene Wilder con Gilda Radner e Dom DeLuise. Wilder fu scrittore della sceneggiatura e regista del film. La pellicola fu inoltre l'ultima apparizione cinematografica di Gilda Radner prima della sua morte per un cancro alle ovaie nel 1989. Il titolo Luna di miele stregata era già stato utilizzato alternativamente per il film Busman's Honeymoon del 1940, basato sulla composizione teatrale di Dorothy L. Sayers.
Nel film, Wilder e Radner recitano rispettivamente nei ruoli di Larry Abbot e Vickie Pearle, due attori radiofonici che decidono di sposarsi. Larry, con seri problemi di attacchi di panico, inizia una terapia e successivamente decide di sposare Vickie nel castello dove è cresciuto. Una volta giunto sul posto i due incontreranno gli eccentrici membri della famiglia di Larry, tra cui la sua prozia Kate (DeLuise) e suo cugino Charles (Pryce).
Luna di miele stregata venne distribuito dalla Orion Pictures grazie ad un accordo con la HBO. Il film fu un fiasco (incassando meno dei 9.000.000 di dollari di budget spesi) e venne criticato, al punto che il personaggio di DeLuise, la prozia Kate, ottenne il Razzie Award per il peggior personaggio di supporto.

## Trama
Larry Abbot è un attore d'inizio secolo di chiara fama, che lavora con successo presso una radio locale. Costui decide di convolare a nozze con la sua collega, e compagna nella vita reale, Vickie Pearle. Per ufficializzare questo desiderio, sceglierà la villa di famiglia: un'antica costruzione scricchiolante immersa tra tetri boschi e lontana da centri abitati. Qui un suo zio psichiatra si assume la responsabilità di riuscire a spaventarlo a morte per far sì che le turbe che lo hanno assalito appena dopo aver reso pubblico il fidanzamento, lo abbandonino definitivamente.
Nello stesso week-end la sua zia e proprietaria dell'immenso patrimonio immobiliare e non solo, lo nominerà unico erede. A questo punto tutti i familiari accorsi per l'evento, si uniranno allo zio psichiatra nell'intento di spaventarlo a morte, affinché si tolga di mezzo definitivamente come erede. Tra loro si nasconde un assassino mascherato da lupo mannaro che gli renderà le notti movimentate.

## Produzione

### Sviluppo
Wilder scrisse la scena di apertura del film mentre stava girando il film Wagons-lits con omicidi già nel 1976. Voleva da tempo infatti realizzare un "comedy chiller" ispirato a film come Il fantasma di mezzanotte (1939), Il castello maledetto (1932) e The Black Cat (1941) e nel contempo inserirvi la tematica degli attori radio come in The Inner Sanctum. "Da quando avevo sei anni ero terrorizzato dai film horror," disse Wilder in un'intervista successiva all'uscita del film "e nel contempo essi erano i film che mi piacevano di più - anche se ne ero visibilmente spaventato - e perciò adoravo da morire i comedy-chillers. Questi erano film horror anche se avevano dei tratti divertenti di commedia al loro interno, oppure erano delle commedie con dell'horror dentro. Non erano delle commedie-mistero, non erano delle commedie-thriller, erano dei comedy-chillers." Wilder disse: "Volevo a tutti i costi che fosse un comedy-chiller, ma che ne risultasse una commedia autobiografica e psico-sessuale abbinata a della buona musica."
Wilder e Radner si erano innamorati mentre stavano girando il film Hanky Panky (1982) ed avevano insieme deciso di realizzare un nuovo film per entrambi. "Avevo sempre pensato che Gilda fosse una delle nostre migliori commedianti della televisione, ma ora so che è una delle migliori attrici comiche, che è una cosa molto differente" disse Wilder.
Wilder riscrisse la bozza del suo film con Tony Marsh: "sapevo di non volere una parodia o una satira, ma volevo proprio ricreare un comedy-chiller". "Non amo il naturalismo. Mi piacciono le cose fantastiche - non dico che debbano essere necessariamente fantasie, parlerei piuttosto di realtà alterata."
Wilder disse che il film gli venne ispirato in particolare da una canzone che Jeanette MacDonald e Jack Buchanan cantano nel film Montecarlo (1930). Wilder disse di averla sentita mentre rivedeva il film alla TV a letto con Gilda Radner. "Cerco sempre una miccia emozionante in ciò che sto facendo. Guardai lei [Radner] e iniziammo a piangere. Era così dolce e innocente come momento. Come i bambini piccoli. E pensai subito a questo [Luna di miele stregata]."
Wilder disse di essersi ispirato anche a La bella e la bestia di Jean Cocteau. "Si aprì un mondo per me - disse Wilder - non mi sento a mio agio quando non sento l'autenticità di una cosa. In questo film, ambientato negli anni '30 , sentivo tutta l'autenticità del mio cuore. Non mi interessa la realtà del quotidiano, ma la realtà del cuore. Mi piace la fantasia, come nelle storie fiabesche. Mi piacciono le ombre ed i contrasti. È come nella scena di apertura del film, dove un personaggio dice Non è ciò che pensate realmente. Beh, si è probabilmente ciò che pensate... ma... oh è troppo complicato!."
Il film fu uno delle quattordici pellicole finanziate dalla Orion Pictures tramite un accordo con la HBO.

### Riprese del film
Il film venne girato negli Elstree Studios di Londra nel settembre del 1985 in 11 settimane. "Gene lo chiama un comedy chiller - disse a propoisto del film Gilda Radner - Per me è in parte la mia vita. Indosso la gonna di un abito da sposa per il 95% del film. Dal momento che non avevo un abito del genere quando sposai Gene, chiesi al fotografo di Luna di miele stregata di realizzarmi un vero e proprio album di matrimonio!".
Wilder disse a proposito del film che la sua realizzazione era come "fare un film degli anni '30 nel 1986", esattamente come era successo per Frankenstein Junior con la regia di Mel Brooks di cui Gene Wilder era stato protagonista una decina di anni prima. Il film non è girato con l'uso dei colori primari, ma piuttosto con un'atmosfera generalmente cupa e più scura. "È un bianco e nero a colori" disse Wilder. "La vecchia signora di Akron, in Ohio, deve saperlo. Ma deve nel contempo sentirsi come se stesse guardando un film degli anni '30."
Wilder e Radner celebrarono il loro primo anniversario di nozze proprio durante le riprese del film, nel mese di settembre.
Jonathan Pryce disse in seguito: "Fu uno di quei film dove, quando c'è un break e si prepara la scena successiva e gli attori solitamente vanno nei loro camerini, nessuno in realtà ci va. Noi piazzavamo semplicemente in cerchio le sedie e ci intrattenevamo con Dom DeLuise. Fu bellissimo. Fu un periodo stupendo."
Wilder disse che quando chiese a DeLuise di girare il suo ruolo en travesti, gli disse: "Vorrei che tu facessi la parte di mia zia, ci faremo delle gran risate. Ma non pensare Io sono un uomo, io sono un uomo, sto facendo questo per scherzo".

## Distribuzione
Il film è stato distribuito dalla Orion Pictures nelle sale cinematografiche statunitensi nel mese di luglio del 1986 mentre in quelle italiane nel mese di dicembre del 1986.

### Data di uscita
Alcune date di uscita internazionali nel corso del 1986 sono state:
- 25 luglio 1986 negli Stati Uniti (Haunted Honeymoon)[11]
- 24 settembre 1986 in Francia (Nuit de noce chez les fantômes)[12]
- 5 dicembre 1986 in Italia[13]

## Accoglienza

### Incassi
La pellicola è stata un flop al botteghino incassando, negli Stati Uniti d'America, poco più di $8,000,000 contro i $9,000,000 spesi per la sua produzione. La stessa Gilda Radner ha dichiarato che il film ha avuto un mese di pubblicità prima dell'uscita e poi una sola settimana di proiezione nelle sale cinematografiche.

### Critica
La critica statunitense ha definito il film come una divertente commedia horror, forse un po' troppo leggera, ma che ti mette un sorriso sul volto dall'inizio alla fine. Quella italiana, invece, ha apprezzato l'omaggio che il regista ha voluto fare, con questa parodia, al cinema horror degli anni '30 e quaranta, anche se tutto questo rende il divertimento un po' ovattato.